# 虎尾街

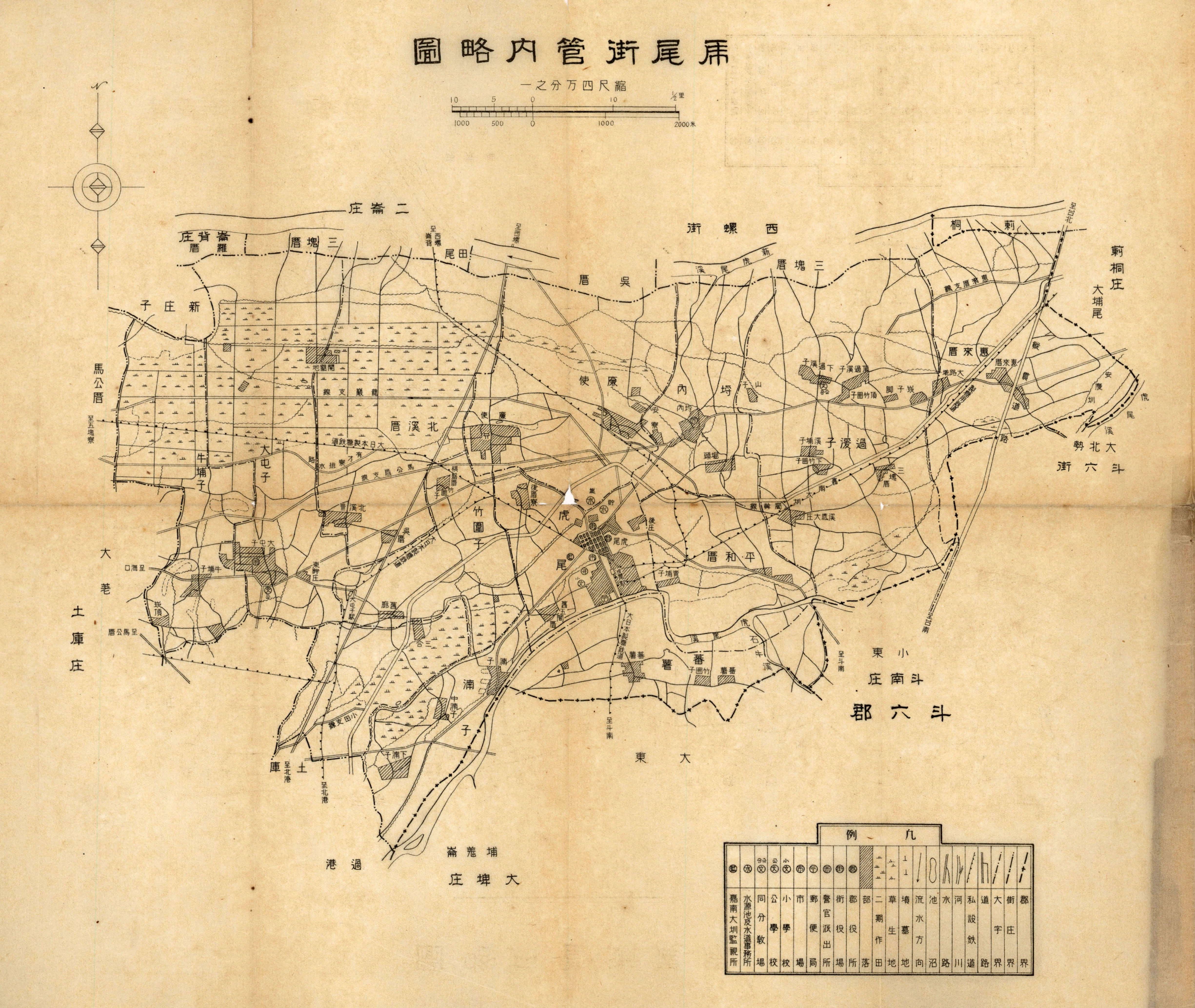
虎尾街管內略圖

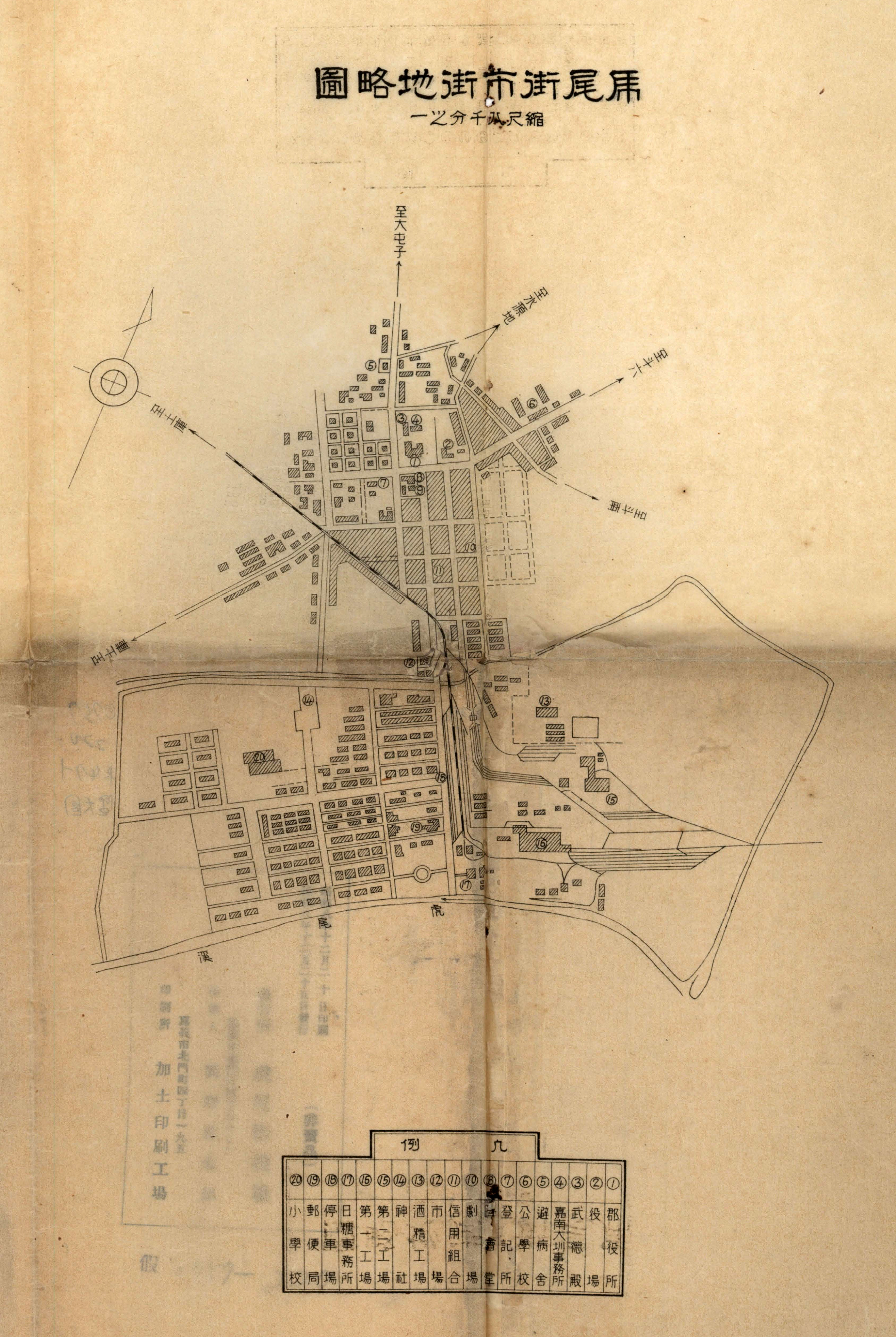
虎尾街市區地圖

虎尾街為台灣日治時期行政區劃發展史中，1933年至1945年間存在之行政區，轄屬台南州虎尾郡。二戰後改為雲林縣虎尾鎮。

## 歷史
大正9年(1920年)10月1日實施的行政區劃改正當中，原本嘉義廳大坵田堡的「五間厝」改稱「虎尾」，並合併其周邊的數個庄，庄役場（行政中心）設在原來五間厝庄內。
1933年，虎尾庄因人口眾多、商業繁榮而升格為虎尾街。

## 行政區劃
虎尾街在清治時期及日治時期初期屬大坵田堡、他里霧堡的40庄，在1896年4月隸屬臺中縣雲林支廳；1897年6月至1898年6月改隸嘉義縣，之後又改隸臺中縣；1901年11月，縣和辨務署廢止而改隸斗六廳土庫、斗六支廳。1903年6月，此40庄編入大墩仔區、土庫區、他里霧區。1904年4月，斗六廳進行街庄整併，此40庄整併為以下13庄：
- 土庫支廳大坵田堡：竹圍仔庄、五間厝庄、平和厝庄、埒內庄、廉使庄、蕃薯庄、大墩仔庄、牛埔仔庄、北溪厝庄、三合庄、湳仔庄
- 斗六支廳他里霧堡：過溪仔庄、惠來厝庄[2]

1909年10月，斗六廳併入嘉義廳。1920年10月1日，原堡里之行政區廢除，街庄改為大字；除了五間厝改稱虎尾（大字）之外，庄名大致保留，但將｢庄」依照日本的行政區劃用語改稱某某｢大字」，例如蕃薯大字。將｢仔｣改寫為｢子｣，例如竹圍子（大字）。大墩仔改寫為簡字｢大屯子｣（大字）。前述13庄合併為臺南州虎尾郡「虎尾庄」；庄轄域內分為虎尾、竹圍子、平和厝、埒內、廉使、蕃薯、大屯子、牛埔子、北溪厝、三合、湳子、過溪子、惠來厝等13大字。1933年12月20日，虎尾庄升格為「虎尾街」。
虎尾庄和後來的虎尾街皆轄有此13個大字，這些大字大多與後來中華民國政府所設的里名有所不同，但虎尾鎮民間仍慣稱舊地名。例如當地人若說：｢去虎尾｣、｢虎尾街仔｣（台語）、或者｢去街上｣，指的都是要去以前五間厝庄或虎尾大字所轄的範圍，尤其是日治時期虎尾郡役所與糖廠之間的鬧區（今日的中山路、中正路交叉口一帶）。又例如當地人仍是慣稱今日的興南里為｢蕃薯庄」，今日的頂溪里、中溪里、下溪里為｢過溪仔｣，今日的西安里為｢五間厝｣，今日的穎川里為｢湳仔」。
二戰後，虎尾街改為臺南縣虎尾區虎尾鎮。1950年9月，虎尾鎮改隸屬雲林縣至今。虎尾鎮現有29里，各村里與日治時期虎尾街大字對照如下：
| 1899年1月                                                                                    | 1904年4月 | 1904年4月 | 1920年10月 | 1920年10月 | 現在   | 現在                                           |
| -------------------------------------------------------------------------------------------- | --------- | --------- | ---------- | ---------- | ------ | ---------------------------------------------- |
| 五間厝、後、後壁藔                                                                           | 大墩仔區  | 五間厝    | 虎尾庄     | 虎尾       | 虎尾鎮 | 東仁、公安、新興、中山、德興、安慶、西安、立仁 |
| 舊廍庄、棋盤竹圍仔、新頂湳竹圍                                                                 | 大墩仔區  | 竹圍仔    | 虎尾庄     | 竹圍子     | 虎尾鎮 | 建國、新吉                                     |
| 平和厝、菁埔仔                                                                               | 大墩仔區  | 平和厝    | 虎尾庄     | 平和厝     | 虎尾鎮 | 平和                                           |
| 埒內、堀頭                                                                                   | 大墩仔區  | 埒內      | 虎尾庄     | 埒內       | 虎尾鎮 | 埒內、安溪、堀頭                               |
| 廉使、尾藔、安溪藔                                                                           | 大墩仔區  | 廉使      | 虎尾庄     | 廉使       | 虎尾鎮 | 興中、廉使                                     |
| 蕃薯、蕃薯竹圍仔                                                                             | 大墩仔區  | 蕃薯      | 虎尾庄     | 蕃薯       | 虎尾鎮 | 興南                                           |
| 大墩仔                                                                                       | 大墩仔區  | 大墩仔    | 虎尾庄     | 大屯子     | 虎尾鎮 | 墾地、東屯、西屯                               |
| 牛埔仔、埔尾、崁頂                                                                           | 大墩仔區  | 牛埔仔    | 虎尾庄     | 牛埔子     | 虎尾鎮 | 芳草                                           |
| 北溪厝、吳厝                                                                                 | 大墩仔區  | 北溪厝    | 虎尾庄     | 北溪厝     | 虎尾鎮 | 北溪                                           |
| 三合、許厝藔                                                                                 | 土庫區    | 三合      | 虎尾庄     | 三合       | 虎尾鎮 | 三合                                           |
| 頂湳庄、中湳、下湳、柑宅                                                                       | 土庫區    | 湳仔      | 虎尾庄     | 湳子       | 虎尾鎮 | 穎川、延平                                     |
| 頂過溪仔庄、下過溪仔庄、頂竹圍仔庄、下竹圍仔庄、下岸庄、平和庄、溪底大庄、三塊厝庄、線仔尾、崁仔腳、竹圍仔 | 他里霧區  | 過溪仔    | 虎尾庄     | 過溪子     | 虎尾鎮 | 頂溪、中溪、下溪                               |
| 惠來厝、大路墘                                                                               | 他里霧區  | 惠來厝    | 虎尾庄     | 惠來厝     | 虎尾鎮 | 惠來                                           |

## 面積
轄區內面積65.11平方公里，虎尾市街地0.81平方公里
| 大字名 | 平方公里 | 大字名 | 平方公里 | 大字名 | 平方公里 |
| ------ | -------- | ------ | -------- | ------ | -------- |
| 牛埔子 | 4.75     | 惠來厝 | 5.86     | 過溪子 | 10.59    |
| 埒內   | 3.5      | 廉使   | 6.34     | 大屯子 | 7.1      |
| 平和厝 | 3.61     | 虎尾   | 3.2      | 竹圍子 | 3.45     |
| 北溪厝 | 7.78     | 蕃薯   | 3.2      | 湳子   | 3.03     |
| 三合   | 2.7      |        |          |        |          |

## 人口
在虎尾庄成立之前的大正四年(1915)年，臺灣總督府做了第二次臨時戶口調查。以後來虎尾庄轄區各庄而言，這年總計11,789人，其中：
- 內地人：1,060人；其中1,010人住於糖廠所在的五間厝庄，幾乎與該庄的本島人(1,148人)相等。（此時期｢內地｣指日本本土人）；
- 本島人：10,176人；
- 外國人：3人。

昭和七年(1932年)，升格為虎尾街的前一年，十二月人口21,885人，其中：
- 內地人：2,062人（此時期｢內地｣指日本本土人）；
- 本島人：19,628人（含漢人與原住民）；
- 外國人：195人。

18年間人口成長近一倍，主要因為糖廠帶來的就業機會、糖廠鐵路的客貨運，以及設為虎尾郡和虎尾庄行政中心，帶來了許多公務員及眷屬。虎尾街也是內地人比例較高的行政區，其比例在1943年底達10%，在台南州僅次於台南市、嘉義市、新營街。
| 大字別 | 內地人 | 臺灣人 | 朝鮮人 | 中華民國人 | 小計   |
| ------ | ------ | ------ | ------ | ---------- | ------ |
| 竹圍子 |        | 739    |        |            | 739    |
| 虎尾   | 2,579  | 8,391  | 26     | 190        | 11,186 |
| 平和厝 | 2      | 457    |        |            | 459    |
| 埒內   | 104    | 2,219  |        |            | 2,323  |
| 廉使   | 25     | 3,411  |        |            | 3,436  |
| 蕃薯   |        | 630    |        |            | 630    |
| 大屯子 | 30     | 2,541  |        | 1          | 2,572  |
| 牛埔子 |        | 639    |        |            | 639    |
| 北溪厝 | 104    | 956    |        | 26         | 1,086  |
| 三合   | 5      | 239    |        |            | 244    |
| 湳子   |        | 1,494  |        |            | 1,494  |
| 過溪子 | 137    | 3,143  |        |            | 3,280  |
| 惠來厝 | 4      | 949    |        |            | 953    |
| 小計   | 2,990  | 25,808 | 26     | 217        | 29,041 |

## 街庄長
- 廖重光：1920年10月至1924年5月（西螺人，且後任西螺街長）[7]
- 松山松次郎：1924年5月至1932年5月[7]
- 今岡賢太郎：1932年5月至1933年
- 大村康吉：1934年至1941年
- 古谷野高二：1942年至1944年[10]

## 教育
- 虎尾家政女學校（今虎尾高中）
- 虎尾專修農業學校（今虎尾農工）
- 虎尾高等女學校（戰後改為虎尾女中，後併入虎尾高中）
- 虎尾尋常高等小學校→虎尾國民學校（今安慶國小）
- 春日尋常高等小學校→春日國民學校（今光復國小）
- 虎尾公學校→虎尾北國民學校（今虎尾國小）
- 過溪子公學校→過溪子國民學校（今中溪國小）
- 大屯子公學校→大屯子國民學校（今大屯國小）
- 虎尾南國民學校（今立仁國小）

## 設施

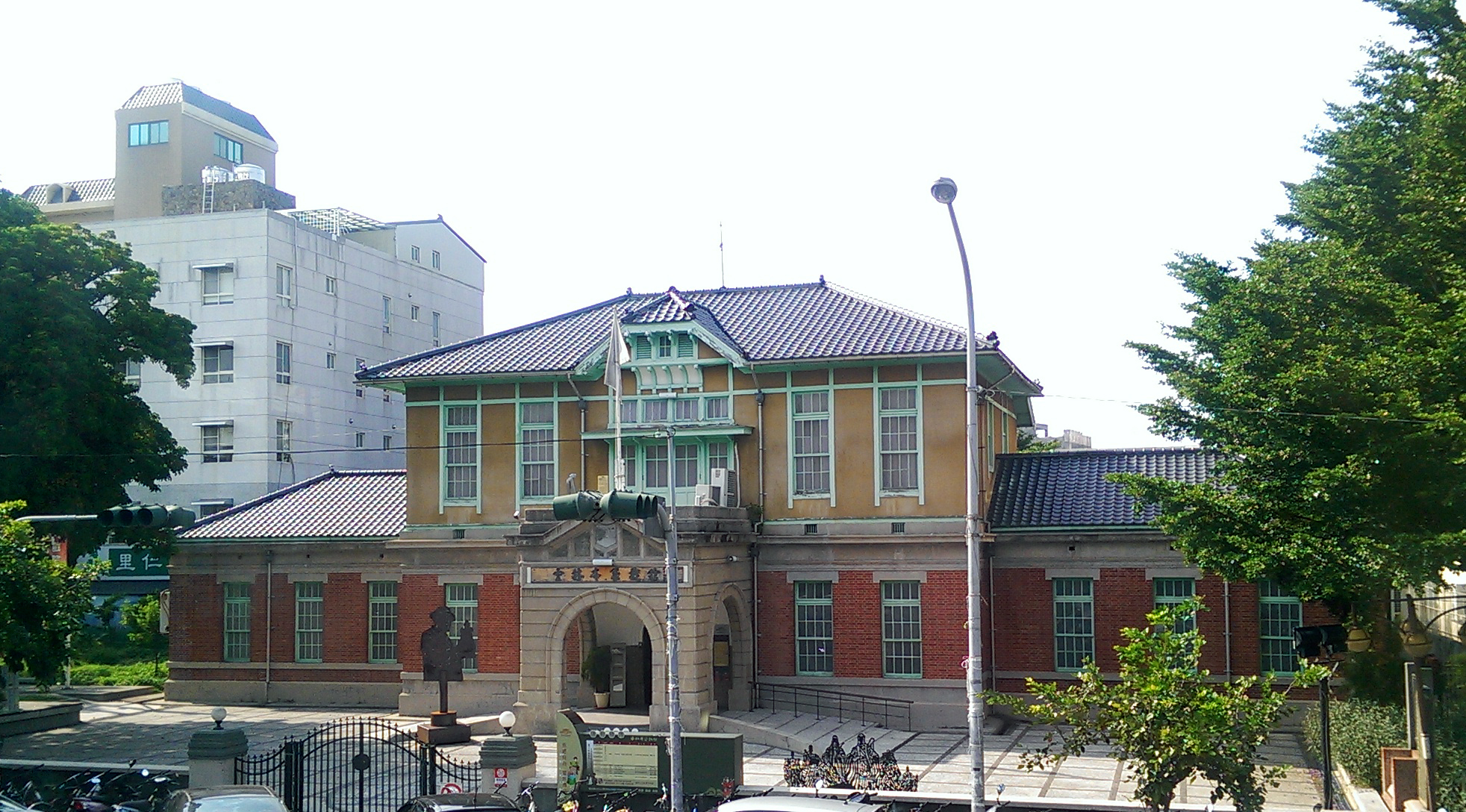
虎尾郡役所(現為雲林布袋戲館)

- 虎尾郡役所、虎尾郡役所官邸虎尾郡役所(現為雲林布袋戲館)

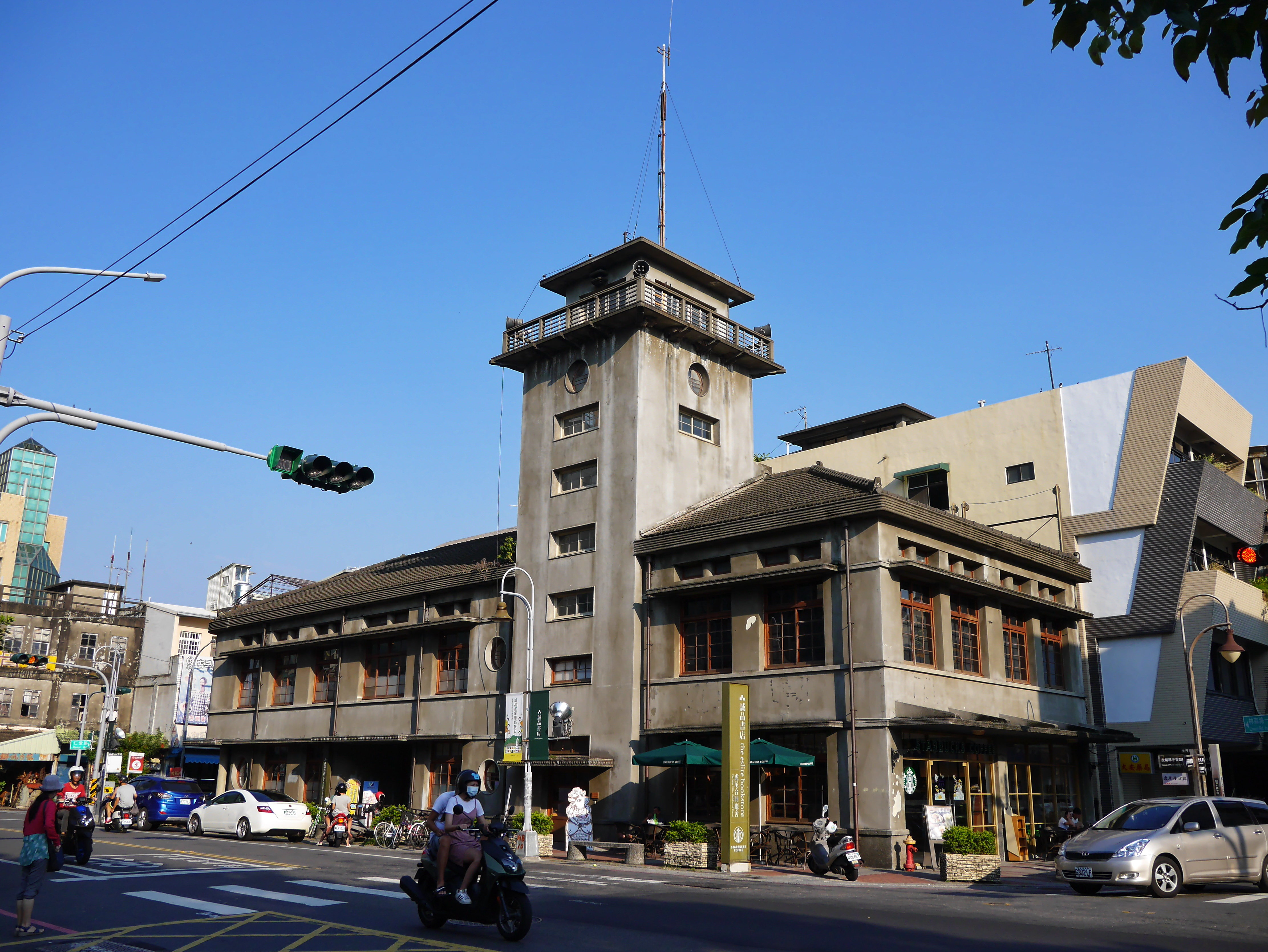
虎尾合同廳舍

- 虎尾街役場（1923年建）[7]
- 虎尾郵便局
- 虎尾合同廳舍虎尾合同廳舍
- 臺南地方法院虎尾出張所（虎尾登記所）
- 警察官吏派出所：埒內、惠來厝、大屯子派出所[11]
- 虎尾小賣市場
- 虎尾魚市場
- 虎尾信用組合（虎尾鎮農會前身）
- 虎尾公會堂（1923年建）[7]
- 虎尾公共浴場（1925年建）[7]
- 虎尾武德殿[7]
- 虎尾圖書館[7]虎尾圖書館
- 虎尾水道
- 虎尾涌翠閣
- 國際通運株式會社虎尾出張所
- 臺西自動車株式會社（臺西客運前身）

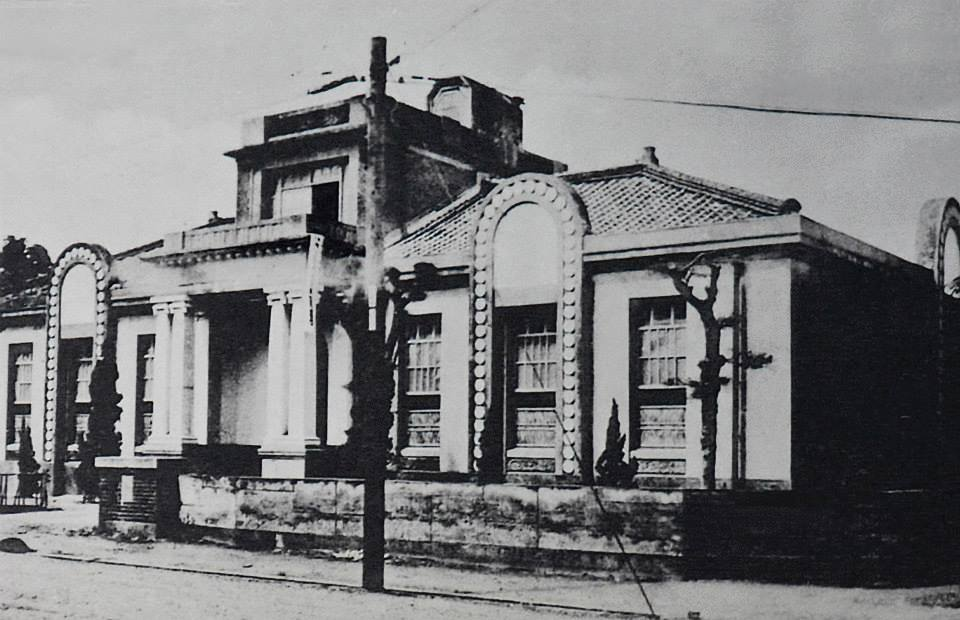
虎尾圖書館

- 大日本製糖株式會社臺灣支社、虎尾製糖所、虎尾車站

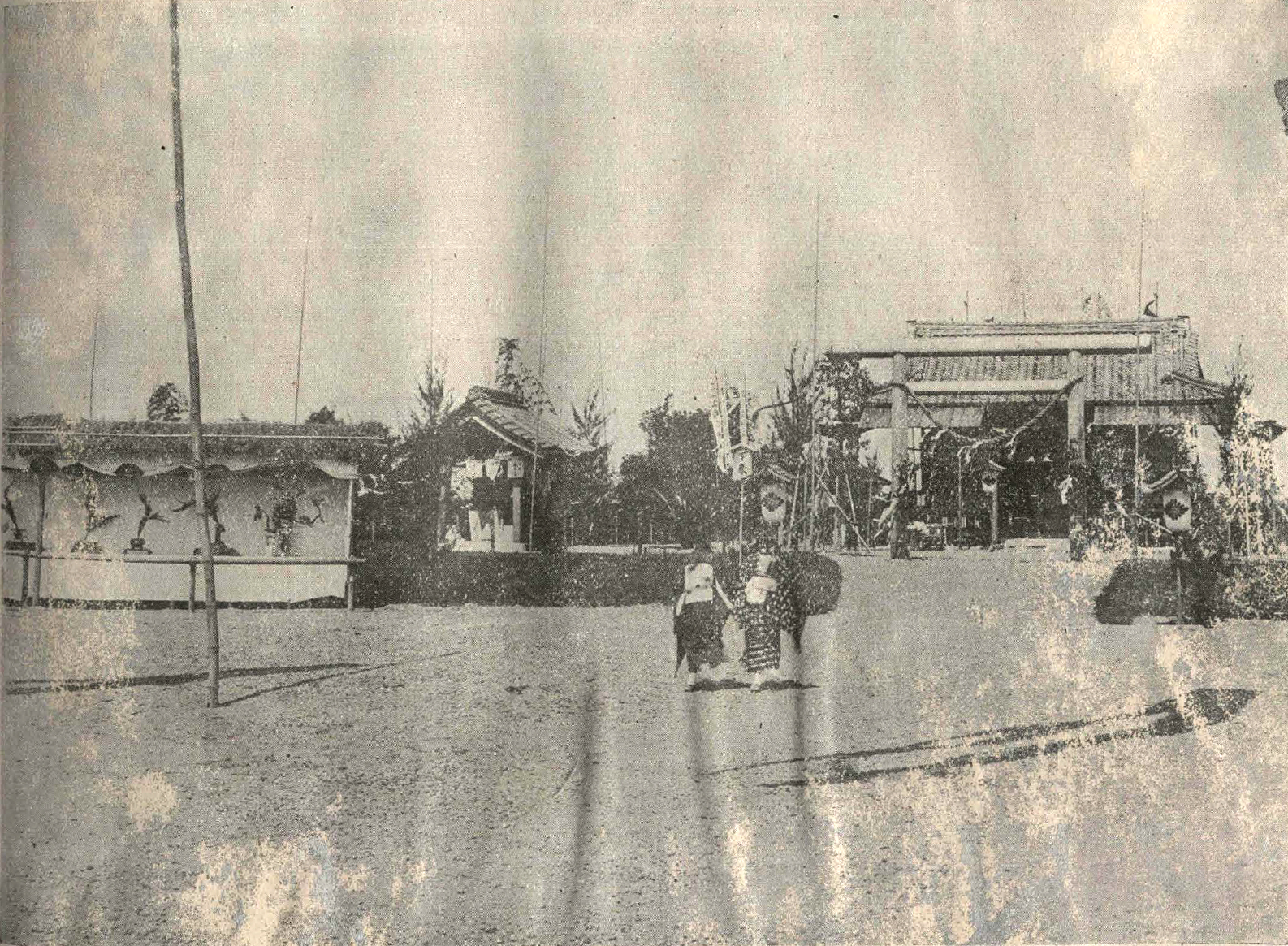
五間厝神社

- 臺灣電燈株式會社虎尾營業所
- 日東商船組虎尾支店
- 五間厝神社
- 榮移民村尾園聚落
- 春日移民村五間厝神社